# 麻雀狂列伝 -西日本編-
『麻雀狂列伝 -西日本編-』（まあじゃんきょうれつでん にしにほんへん）は、1990年にSNKよりアーケードゲーム筐体Multi Video System (MVS) 用として発売された2人打ち麻雀ゲーム。家庭用ネオジオは同年4月26日に発売され、廉価版も1991年7月1日に発売されている。日本国外での販売はない。
唯一の移植としてネオジオCD版が1994年9月9日に発売されている。

## 概要
主人公（名前はプレイヤーの任意のため、以下「主人公」と表記）は大阪のキタでは名の売れた27歳の若い雀士。麻雀の腕を磨きながら、幼い頃から一緒で、今は麻雀で生計を立てていると言う5歳年上の兄を探す旅に出る。
ネオジオおよびMVSのローンチタイトルであり、BGMとしてオリジナルの演歌が流れることが話題となった。また家庭用ネオジオとMVS間でメモリーカードのセーブデータが共用可能である。麻雀専用コントローラに対応しているが、通常のコントローラでもプレイ可能。MVS版（アーケード版）では対局条件が圧倒的にプレイヤー不利なうえに、最後の対局相手は敗北するとコンティニューが不可能なため、難易度が非常に高い。特にメモリーカード無しでMVS版をクリアすることは1コインではほぼ不可能で、コンティニューを駆使しても困難を極める。

## ゲームシステム
ゲーム開始時に4文字の名前、顔の形、髪型、目、鼻、口、眼鏡、髭を選択して主人公を作成することができる斬新なシステムであるが、名前選択に14カウント（1カウントは1秒よりもあきらかに短い）、その他を14カウント以内に選択しなければならず、多くの場合意味不明な名前と相当不細工な主人公が誕生した（家庭用版では制限時間はないため、MVSでメモリーカードを使用する場合は、家庭用版をレンタル（現在は終了）して、家庭用版で作成すると失敗しない）。
ゲームは全て2人打ちであるが、持ち点が相手20000〜30000点（1人目は20000点、2〜3人目は25000点、以降は30000点）、主人公2000点という悪条件で開始する。ハコテンになるか、1局ごとの終了時に0点以下だと負け（プレイヤーが負けるとゲームオーバー）になる。半荘戦であり、半荘終了時に相手の持ち点を下回っているとやはり負けとなる。
また、リーチ時に持ち点が1000点に満たなくても借りる（点数はマイナス表記）事ができる。後付けあり、喰い断なし。裏ドラはあるが、それ以外のドラはない。
得点の高いツモあがりではランダムで別画面に切り替わり、効果音と共に主人公があがり牌を打つシーンが見られる。

### 持ち時間制
本作は、麻雀の時間を除いた会話やイベントのシーンの分量が多く、まったくスキップしない場合数分にわたる場合がある。そのため、麻雀以外のシーンでは持ち時間制となっている。
- ゲーム開始時に2分の持ち時間が与えられる。この持ち時間は主人公の作成直後からエンディングのスタッフロール開始寸前までの間、麻雀対局中を除くすべての画面で常に消費され続ける。対局中に決着がつかないアガりの直後に挿入される短い会話シーンや、最後の対局相手に勝利しスタッフロールが始まる前の会話シーンも持ち時間消費の対象となる。
- この時間が0になると、どんな場面であっても即中断されゲームオーバー（コンティニューのカウント画面）となる。コンティニューした場合、その場で再開される。
- 麻雀でアガったとき、役に応じたBONUS時間がプラスされてゆく。
- 会話、イベント時にBボタンを押して飛ばすことでこの時間消費を抑えることができる。ただしこの操作は早送りではなく、1シーン分の会話がまるまるスキップされるためストーリーの把握が難しくなる。
- ストーリー中、登場人物と性的な行為を行い、Bボタンを連打すると画面のアニメーションが変化するというシーンが2箇所存在するが、このシーンは25秒前後の間、いかなる操作でもスキップすることができないため、必然的に一定の持ち時間を消費してしまう。
- コンティニュー時には3分からカウントが始まる。麻雀に敗北しコンティニューした場合も同様で、3分以上の持ち時間を持っていた場合でも一律3分にリセットされる。
- 持ち時間はゲーム開始時、およびコンティニュー時の持ち時間は店舗側で1秒 - 99分99秒まで1秒刻みの設定変更が可能で、プラスされても10分を上限とする設定もある。

この時間制限は、家庭用版では撤廃されている。MVSの初期タイトルでは類似した持ち時間のシステムを持つタイトルがいくつかあった。

### 究極の必殺技
理牌された時点でポイント牌というランダムに決定されたハイを自動的に知らせてくれる。この牌を使ってあがるか、流れた場合はその所有枚数によってポイントが加算される。ポイントは2以上になると次の局で「究極の必殺技」という裏技を使うことができる。また、この必殺技はポイントがいくつあっても1度に1回しか使用できない。なお、このポイントはコンティニューした後も引き継がれるため、まともに勝負をするよりポイントをためながら相手を一気にハコテンにさせる戦法も存在する。
| 技名             | 必要ポイント | 効果                                                                              |
| ---------------- | ------------ | --------------------------------------------------------------------------------- |
| 牌交換           | 2PTS         | 理牌された後、好きな枚数を交換する                                                |
| ラストチャンス   | 3PTS         | 流局直前、テンパイの場合は当り牌をツモってくれる。ノーテンの場合は10PTSが手に入る |
| 竜巻ヅモ         | 4PTS         | リーチ時にあがり牌をツモってくれる                                                |
| 牌透視           | 6PTS         | 相手の牌が透けて見える                                                            |
| 平和ツミコミ     | 2PTS         | 平和の積み込みをしてくれる（ただし完璧ではない）                                  |
| タンヤオツミコミ | 4PTS         | タンヤオの積み込みをしてくれる（ただし完璧ではない）                              |
| 混一色ツミコミ   | 6PTS         | 混一色の積み込みをしてくれる（ただし完璧ではない）                                |
| 清一色ツミコミ   | 8PTS         | 清一色の積み込みをしてくれる（ただし完璧ではない）                                |
| ???              | 10PTS        | 役満の積み込みをしてくれる（ただし完璧ではない）                                  |

### 家庭用の仕様相違点
家庭用ネオジオでプレイした場合、ゲームの仕様が大きくが異なる。家庭用のゲームとして即したバランスになっており、難易度はかなり緩和される。
- 持ち時間制がないほか、多くの部分の時間制限が撤廃され、じっくりゲームをプレイすることができる。
- 会話シーンの文章送りは、MVS版ではシーンごとスキップできる以外は自動（必ず一定時間待ったあと自動で進む）なのに対し、家庭用では手動（ボタンを押すまで進まない）である。
- メモリーカードへのセーブのほか、パスワードで続きから再開できる。パスワードは麻雀牌の絵柄7枚分で、家庭用でゲームを中断した場合のみ取得できる。パスワードで再開した場合、主人公の名前と容姿は再開の都度再入力となる。
- 対局開始時の持ち点は、対戦相手にかかわらずお互い30000点。
- それぞれの対局開始前にルール設定（箱割れ、食い断、ツモ平和、ノーテン罰、フリテン罰、カン裏それぞれの有無）が可能。「フリテン罰」を有りにした場合、フリテンの状態でロンアガリの操作が可能となり、もしそうした場合はチョンボとして満貫払いとなる（ただし対戦相手に支払われるのではなく、没収される）。
- 最終ボスである「中州の龍」を除き、対局に何度敗北してもゲームオーバーにはならず、イベントシーン（主人公が「もう一度お願いします」と相手に頼み込むなど）をはさんで同じ相手と再戦になる。
- 最終ボスである「中州の龍」に敗北した場合、MVSでは対局画面から即ゲームオーバー画面に移行するが、家庭用では平家小五郎が部下に主人公を連れ出れだすよう指示し、生まれ故郷の福岡で主人公は生涯を終えるという状況を説明するイベントシーンが間に追加される。
- 各対戦相手との対局イベントの前に「続けてプレイする」という選択画面があらわれ、メモリーカードへのセーブ、パスワードの表示が可能。パスワードを表示した場合はゲームの中断も可能で、この場合ゲームオーバー画面となりタイトル画面に戻る。ただし、敗北し再戦する際はこの選択画面は表示されない（勝利して次の相手に進むまでセーブやパスワードの取得ができない）。

## ゲームステージの流れ

### 第一対局ステージ 大阪
対戦相手その1. 村田さん
主人公と同じく、大阪キタにある雀荘「天道」の常連である村田さん。勝ったら取引先の女の子を紹介してくれる。
村田さんに勝利すると約束どおりクラブ「YUKI」へ行き、白鳥麗子と出会う。麗子とは以前からの恋人の様に気が合い、2人で店を抜け出す。そして2人は付き合い出す。
白鳥麗子は主人公のことを父親である白鳥宗一郎に伝える。白鳥宗一郎は白鳥グループを所有する大物であり、主人公をホテル「ヒラトン」へと呼び出す。
対戦相手その2. 白鳥宗一郎
宗一郎は麻雀での勝負を持ちかけ、自分に負ければ麗子から手を引き、勝ったら娘との仲を許すことを約束する。
白鳥宗一郎に勝利すると彼は兄の情報を持っている「平和組」へ話をつけてくれる。
対戦相手その3. 村田さん（2回目）
神戸へ行く旅費を稼ぐため「天道」で再度村田さんと勝負する。村田さんには毎回「（主人公の名前）はん 1000G程やりますか？」と尋ねられる。「はい」を選択するとその局であがれば1000Gを手に入れるが、逆に村田さんにあがられるとマイナス1000Gとなる。次のステージ（神戸）に行くには2000G必要で、もし勝負がついても2000G無ければ、「あとXXXXG足りない」と言って2000G手にするまで村田さんと勝負しなければならない。なお、このG（所持金）は対局中常に表示されているものの、使用されるのはこの場面のみである。

### 第二対局ステージ 神戸
麗子を大阪に置いて一人で神戸にやってきた主人公は、平和組の組長である平家小五郎から情報を入手する。とりあえずその日は神戸一レートの高い雀荘「エンペラー」へと向かう。
対戦相手その4. 平家響子
神戸三宮の「エンペラー」へ来た主人公。そこでただならぬ雰囲気の女性と卓を囲む。彼女は年増でありながら、不思議な魅力をもち、勝負に勝てば一晩自分を好きにしてよいともちかける。
響子に勝利したあと、2人で神戸の町を歩いていると二人組のチンピラに襲われる。裏通りへ連れて行かれ、お金を巻き上げられそうになるが、響子の正体を知った二人組は逃げてゆく。
響子の家へ行き、これからという時に平家小五郎が登場し、響子は小五郎の妻ということが判明する。小五郎は激怒し、主人公に今度の代打ちを約束させる。
対戦相手その5. 冴羽恭介
平家組の抗争に巻き込まれた主人公はいつもは受けない代打ちをしぶしぶ引き受ける。対戦相手は無口でこれと言った特徴の無いキャラクターだが、珍老頭に会えば判るのではないか？と、重要なアドバイスをする。

### 第三対局ステージ 広島
珍老頭を探して広島へ来た主人公。ツキまくっていたのをいいことに珍老頭に勝負を挑み、負けた俊の情報を得る。俊は珍老頭に敗れたあとツキに見放される。両親が居ないが、高校生の妹が兄を養っている。
対戦相手その6. 俊
運良く俊に出会うが、珍老頭を見かけないということが分かる。俊は大阪から来た主人公に興味を示し、自分に勝てば妹を一晩あずけると勝負を持ちかける。周りの人は必死に止めようとするが、妹自身「これで負ければきちんと働く」という条件を兄に突き出して、主人公の宿泊先で対決。
俊との勝負後宮島へ行く。土産屋で珍老頭が博多へ稼ぎに行ったという情報を得る。

### 第四対局ステージ 博多
産まれ故郷の博多へ帰ってきた主人公。育ての親である（長浜）ラーメン屋のおばちゃんから、珍老頭の情報を得る。
対戦相手その7. 珍老頭
おばちゃんに情報を得た主人公は西中洲の雀荘「九蓮宝燈」へでかける。珍老頭がすぐに相手をしてくれることになり、その打ち手からなにかを得ようとする。珍老頭からは、今度の相手である「中洲の龍」とは命をかけた大勝負であることを知らされる。
珍老頭に勝利した主人公は、ラーメン屋に戻り明日の勝負への緊張を酒で紛らわせようとする。かなり酔った主人公は大濠公園へ行き、幼い頃の知り合いに会う。
勝負当日、博多ではなく別荘のある大分県別府市へ移動する。
対戦相手その8. 中州の龍
最強のボスキャラクター、中州の龍。四暗刻、地和など役満をあがることが多いが、その役に対してもさらに混一色や清一色とドラなど現実にはありえないあがり方をする。数ある麻雀ゲームでも最高位に君臨するのは、対局開始時に相手30000点で主人公2000点という悪条件もさることながら、ゲームオーバーになるとコンティニューができないという仕様による（家庭用でも敗北するとバッドエンディングとなりゲームオーバーだが、主人公も30000点を持っているほか、対局開始の寸前にメモリーカードへのセーブ、またはパスワードを控えることができるため、幾分攻略しやすい）。
長年探しつづけた兄、中州の龍を倒したあと主人公は生きる目標を無くす。そこへ行方不明だった麗子が船から降りてくる。麗子は響子が主人公を代打ちへ引き込むワナにかけたことを教え、あなたのことが忘れられないため、一緒に暮らそうと提案する。その愛に打たれた主人公は麻雀から足を洗い、2人で幸せに暮らすことを決意する。
2人が大阪へ向かうフェリーから、別府湾の夕焼けをバックにスタッフロールが流れる。